# Marca Oriental de Baviera

Evolució territorial de la Marca Oriental de Baviera

La Marca Oriental de Baviera (Ostmark o Àustria) fou establerta vers el 960 a la regió de l'Enns, poc temps després de la derrota dels hongaresos davant Otó I a Lechfeld (955). Depenia del ducat de Baviera i després del govern (que va durar uns quinze anys) de Burcard, burgravi de Ratisbona i comte de Geisenhausen (fill del comte Udalric de Zurichgau i net del duc Burcard I de Suàbia) al que fou donada com a marit de la filla del duc Arnulf el Dolent de Baviera, va passar a Leopold I de Babenberg. Burcard hauria perdut la marca per haver participat en la revolta d'Enric II de Baviera contra Otó II, quan Baviera fou desmembrada. Leopold I era cunyat de Burcard però havia estat al costat de l'emperador. La seva nissaga va governar el territori dos segles i mig i per això a vegades fou anomenada Marca de Babenberg.
A la mort de Leopold el 994 el va succeir el seu fill Enric, que es va instal·lar a Viena i va desenvolupar la vila. Ja el 996 s'esmenta el nom Osterrici per la marca. Sota els tres primers marcgravis es va estendre fins al March i el Leitha; els territoris a l'est del Wiener Wald foren repoblats amb alemanys. Ernest va combatre els hongaresos i va morir en la batalla de Hohenburg contra els saxons. La Neumark (Nova Marca) es va agregar a la Marca Oriental. Leopold II va perdre temporalment la marca que fou cedida a Vratislav II de Bohèmia (duc 1061-1085 i després rei) però la va recuperar el 1084. Leopold III va construir un castell (Leopoldsberg) com a residència permanent a Viena i el 1125 va refusar ser emperador. Leopold IV fou duc de Baviera el 1139, que li va donar el seu germà Conrad III, i a la seva mort el 1141 Baviera i Àustria van passar a un tercer germà, Enric dit Jasomirgott. Un conflicte va esclatar entre els Babenberg i els güelfs que governaven Saxònia i disputaven Baviera, i el 1156 Enric va haver de renunciar a Baviera a favor d'Enric el Lleó, però a canvi que el marcgraviat d'Àustria fos erigit en ducat separat.

## Llista de marcgravis
- Burcard de Geisenhausen vers 960-976
- Leopold I de Babenberg 976-994
- Enric I de Babenberg 994-1018
- Adalbert de Babenberg 1018-1055
- Ernest de Babenberg el Valent 1055-1075
- Leopold II de Babenberg el Bell 1075- 1080
- Vratislav II de Bohèmia vers 1080-1084
- Leopold II de Babenberg el Bell (altre cop) 1084-1095
- Leopold III de Babenberg el Sant 1095-1136
- Leopold IV de Babenberg el Liberal 1136-1141
- Enric II Jasomirgott 1141-1157 (des de 1157 duc d'Àustria)